# Sceliphrini
Tribu
Sceliphrini est une tribu d'insectes hyménoptères de la famille des Sphecidae. Elle se divise en trois genres :
- Chalybion
- †Hoplisidia
- Sceliphron